# Skagen
Skagen é uma cidade marítima da Dinamarca, localizada no extremo norte da ilha de Vendsyssel-Thy e do condado de Nordjutlândia.
Tem uma  população de 8198 habitantes, segundo o censo de 2014, e pertence ao município de Frederikshavn (Frederikshavn kommune), com uma área de 142,90 km².
Em Skagen, nas décadas de 1880 e 1890, reunia-se um grupo famoso de artistas escandinavos, conhecidos como os Pintores de Skagen (Skagensmalerne).
Perto de Skagen fica o ponto mais setentrional da Dinamarca (excluindo as Ilhas Feroé e a Gronelândia), denominado Grenen.

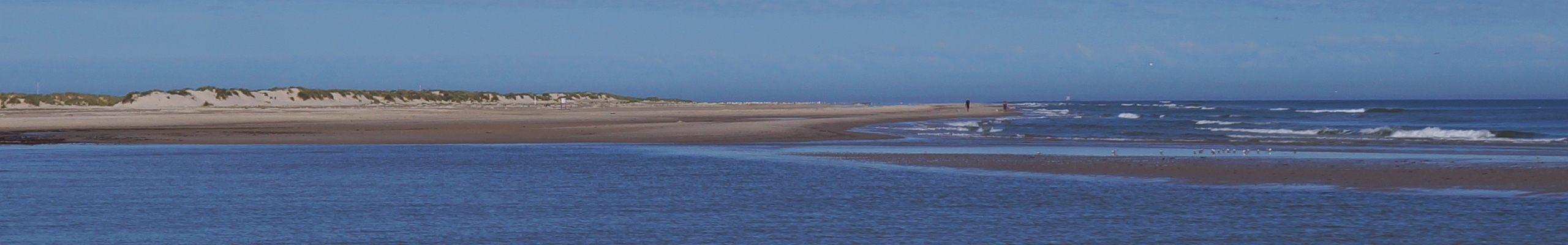
Grenen, Dinamarca. Panorama em Skagerrak e Kattegat estreito mar do norte e mar báltico (2018)